# Mamma Roma

Mamma Roma este un film italian din 1962, regizat de Pier Paolo Pasolini. Drama filmată în alb-negru este al doilea film al regizorului italian. Filmul redă povestea unei femei de moravuri ușoare, jucată de Anna Magnani, care renunță la meseria de prostituată pentru a întemeia un trai mic burghez în Roma. Ea revine în viața fiului ei adolescent Ettore, crescut până atunci la țară, și îl aduce la Roma, pentru a-i oferi un viitor mai bun.
Mamma Roma a participat la ediția din 1962 a Festivalului de film din Veneția, însă nu a fost laureat. Pasolini s-a bazat în afara lui Magnani pe actori neprofesioniști.

## Distribuție
- Anna Magnani: Mamma Roma
- Ettore Garofolo: Ettore
- Franco Citti: Carmine
- Silvana Corsini: Bruna
- Luisa Loiano: Biancofiore
- Paolo Volponi: preotul
- Luciano Gonini: Zacaria
- Vittorio La Paglia: domnul Pellissier
- Piero Morgia: Piero
- Lanfranco Ceccarelli: Carletto